# Obere Mühle (Blatzheim)
Die Obere Mühle war eine Wassermühle in Blatzheim, einem Ortsteil der Stadt Kerpen im Rhein-Erft-Kreis in Nordrhein-Westfalen.
Die Mahlmühle wurde durch das Wasser des Neffelbaches gespeist.
Die Mühle wurde 1803 von einer Person namens Habes aus Aachen gekauft und später an einen Michael Bergershausen weiterverkauft. 1937 hatte die Mühle zwei Mahlgänge und einen Graupengang sowie ein unterschlächtiges Wasserrad. Nach 1945 wurde der Mühlenbetrieb eingestellt.